# Балка Жидівка
Балка Жидівка — балка (річка) в Україні у Братському районі Миколаївської області. Ліва притока річки Мертвоводу (басейн Південного Бугу).

## Опис
Довжина балки приблизно 13,07 км, найкоротша відстань між витоком і гирлом — 11,22  км, коефіцієнт звивистості річки — 1,16 . Формується декількома струмками та загатами.

## Розташування
Бере початок на північно-східній околиці села Новоолександрівки. Тече переважно на південний захід через село Антонове і на південно-західній околиці села Зелений Яр впадає у річку Мертвовод, ліву притоку Південного Бугу.

## Цікаві факти
- У селі Новоолександрівка балку перетинає автошлях Т 1510[3] (автомобільний шлях територіального значення в Миколаївській області. Знаходиться в аврійному стані, не придатний для руху транспорту. Проходить територією Арбузинського, Братського, Єланецького та Новоодеського району від перетину з Н24 через Арбузинку — Єланець — Нову Одесу.).
- У XX столітті на балці існували водокачки, птахо-тваринна ферма (ПТФ), газгольдер та декілька газових свердловин[2].